# Hubert A. Caldwell
Hubert Augustus Caldwell, ameriški veslač, * 26. december 1907, † 9. avgust 1972.
Caldwel je bil diplomant Univerze Berkeley in je za to univerzo in Združene države Amerike nastopil kot član osmerca na Poletnih olimpijskih igrah 1928 v Amsterdamu. Ameriški čoln je tam osvojil zlato medaljo.  